# Кренкур
Кренкур (фр. Craincourt) насеље је и општина у североисточној Француској у региону Лорена, у департману Мозел која припада префектури Шато Сален.
По подацима из 2011. године у општини је живело 265 становника, а густина насељености је износила 29,25 становника/km². Општина се простире на површини од 9,06 km². Налази се на средњој надморској висини од 200 метара (максималној 268 m, а минималној 187 m).

## Демографија
| 1962. | 1968. | 1975. | 1982. | 1990. | 1999. | 2011. |
| ----- | ----- | ----- | ----- | ----- | ----- | ----- |
| 142   | 164   | 167   | 161   | 195   | 231   | 265   |

График промене броја становника у току последњих година